# Fruitvale Station
Pour les articles homonymes, voir fruitvale.
Pour plus de détails, voir Fiche technique et Distribution.
Fruitvale Station est un film américain écrit et réalisé par Ryan Coogler, sorti en 2013.
Il a été présenté au Festival de Sundance en 2013, où il a remporté le Grand prix du jury du Festival de Sundance dans la catégorie « US Dramatic », la plus importante récompense décernée par le festival, ainsi que le Prix du public dans la même catégorie.

## Synopsis
Oscar Grant, 22 ans, habite près de San Francisco. Le 1er janvier 2009, il rencontre des officiers de la BART Police. Le film dépeint les 24 heures précédant cette rencontre.

## Fiche technique
- Titre original : Fruitvale Station
- Réalisation : Ryan Coogler
- Scénario : Ryan Coogler
- Production : Nina Yang Bongiovi et Forest Whitaker
- Photographie : Rachel Morrison
- Montage : Claudia Castello et Michael P. Shawver
- Musique : Ludwig Göransson
- Sociétés de production : Forest Whitaker's Significant Productions et OG Project
- Sociétés de distribution :  The Weinstein Company,  ARP Sélection
- Budget: 900 000 $
- Pays d’origine :  États-Unis
- Langue originale : anglais
- Genre : drame, biopic
- Dates de sortie[1] :
  - États-Unis : 19 janvier 2013 (festival du film de Sundance 2013)
  - France : 16 mai 2013 (festival de Cannes 2013 - section Un certain regard[2])
  - États-Unis : 26 juillet 2013
  - France : 1er janvier 2014
  - Belgique : 15 janvier 2014

## Distribution
- Michael B. Jordan (VF : Claudio Dos Santos): Oscar Grant
- Octavia Spencer (VF : Nathalie Homs) : Wanda
- Melonie Diaz (VF : Marcha Van Boven): Sophina
- Ahna O'Reilly : Katie
- Kevin Durand (VF : Martin Spinhayer) : Officier Caruso
- Chad Michael Murray : Officier Ingram
- Christina Elmore : Ashae

## Production

### Origines
Le scénario du film est tiré d'un tragique fait divers. Le 1er janvier 2009 à Oakland, en Californie, Oscar Grant, un jeune Afro-Américain de 22 ans, est tué par un agent de la police ferroviaire (BART). Celui-ci est condamné à deux ans de prison pour homicide involontaire.
Le réalisateur-scénariste Ryan Coogler avait le même âge qu'Oscar Grant et se trouvait dans la baie de San Francisco au moment de sa mort. Très touché par cette affaire, il a surtout voulu rendre à la victime sa dimension humaine, qui avait été « oubliée » par les médias : « Pendant le procès, j'ai vu comment la situation s'est politisée : selon l'appartenance politique des uns et des autres, Oscar était présenté comme un saint qui n'avait rien fait de mal de toute sa vie ou comme un monstre qui n'avait eu que ce qu'il méritait cette nuit-là. J'ai eu le sentiment que ce phénomène lui faisait perdre son humanité ».

### Tournage
Le tournage a eu lieu à Oakland, en Californie, en juillet 2012, pendant seulement 20 jours,,. Quelques scènes ont été tournées sur la plate-forme de Bay Area Rapid Transit où le jeune a été tué.

### Bande originale
La musique de Fruitvale Station est composée par Ludwig Göransson. L'album, Fruitvale Station – Original Motion Picture Soundtrack, sort le 24 septembre 2013 en téléchargement et le 15 octobre 2013 en CD chez Lakeshore Records
| Liste des titres | Liste des titres         | Liste des titres                               | Liste des titres | Liste des titres | Liste des titres | Liste des titres | Liste des titres | Liste des titres | Liste des titres |
| No               | Titre                    | Artiste(s)                                     | Durée            |                  |                  |                  |                  |                  |                  |
| ---------------- | ------------------------ | ---------------------------------------------- | ---------------- | ---------------- | ---------------- | ---------------- | ---------------- | ---------------- | ---------------- |
| 1.               | Mob Shit                 | The Jacka, Cellski & Peezy                     | 4:40             |                  |                  |                  |                  |                  |                  |
| 2.               | Rubber Band              | Mar Keyes, William Peoples & Noah Coogler      | 4:04             |                  |                  |                  |                  |                  |                  |
| 3.               | Won't Be Right           | The Jacka & Cellski                            | 4:13             |                  |                  |                  |                  |                  |                  |
| 4.               | Hey Little Mama          | Mistah F.A.B, Johnny Ca$h & The Jacka          | 3:56             |                  |                  |                  |                  |                  |                  |
| 5.               | Intelligent              | Mar Keyes, William Peoples & Phillip Henderson | 3:25             |                  |                  |                  |                  |                  |                  |
| 6.               | Tatiana                  | Ludwig Göransson                               | 1:13             |                  |                  |                  |                  |                  |                  |
| 7.               | Emi                      | Ludwig Göransson                               | 0:47             |                  |                  |                  |                  |                  |                  |
| 8.               | The Dog                  | Ludwig Göransson                               | 1:18             |                  |                  |                  |                  |                  |                  |
| 9.               | Prison                   | Ludwig Göransson                               | 1:00             |                  |                  |                  |                  |                  |                  |
| 10.              | Picking Up T             | Ludwig Göransson                               | 0:44             |                  |                  |                  |                  |                  |                  |
| 11.              | Undefeated               | Ludwig Göransson                               | 0:26             |                  |                  |                  |                  |                  |                  |
| 12.              | Love and Oprah           | Ludwig Göransson                               | 0:36             |                  |                  |                  |                  |                  |                  |
| 13.              | Dinner Tim               | Ludwig Göransson                               | 1:38             |                  |                  |                  |                  |                  |                  |
| 14.              | Tatiana and Firecrackers | Ludwig Göransson                               | 1:13             |                  |                  |                  |                  |                  |                  |
| 15.              | Gumbo                    | Ludwig Göransson                               | 0:46             |                  |                  |                  |                  |                  |                  |
| 16.              | Bart Station             | Ludwig Göransson                               | 5:00             |                  |                  |                  |                  |                  |                  |
| 17.              | Who's That For?          | Ludwig Göransson                               | 2:30             |                  |                  |                  |                  |                  |                  |
| 18.              | End Titles               | Ludwig Göransson                               | 6:47             |                  |                  |                  |                  |                  |                  |
| 19.              | Fruitvale Suite          | Ludwig Göransson                               | 7:53             |                  |                  |                  |                  |                  |                  |
| 52:09            |                          |                                                |                  |                  |                  |                  |                  |                  |                  |

## Distinctions

### Récompenses
- Festival du film de Sundance 2013 : Grand prix du jury et Prix du public (fiction américaine)[2]
- Festival de Cannes 2013 : Prix de l'avenir « Un certain regard »
- Festival du cinéma américain de Deauville 2013 : Prix de la Révélation Cartier pour Ryan Coogler
- African-American Film Critics Association Awards 2013 : meilleur film indépendant
- American Film Institute Awards 2013 : top 10 des meilleurs films de l'année
- Austin Film Critics Association Awards 2013 : meilleur premier film pour Ryan Coogler
- Boston Society of Film Critics Awards 2013 : réalisateur le plus prometteur
- Dallas-Fort Worth Film Critics Association Awards 2013 : Russell Smith Award
- Florida Film Critics Circle Awards 2013 : Pauline Kael Breakout Award
- Gotham Awards 2013 :
  - Bingham Ray Breakthrough Director pour Ryan Coogler
  - Breakthrough Actor pour Michael B. Jordan
- National Board of Review Awards 2013 :
  - Meilleure actrice dans un second rôle pour Octavia Spencer
  - Meilleure révélation masculine pour Michael B. Jordan
  - Meilleur premier film pour Ryan Coogler
- New York Film Critics Circle Awards 2013 : meilleur premier film pour Ryan Coogler
- Village Voice Film Poll 2013 : meilleur premier film
- Oklahoma Film Critics Circle Awards 2014 : meilleur premier film
- Satellite Awards 2014 : révélation de l'année pour Michael B. Jordan
- NAACP Image Awards 2014 : meilleur film indépendant
- Independent Spirit Awards 2014 : meilleur premier film

### Nominations et sélections
- Festival du film de Los Angeles 2013
- Washington D.C. Area Film Critics Association Awards 2013 : meilleure actrice dans un second rôle pour Octavia Spencer
- British Independent Film Awards 2014 : meilleur film indépendant international
- Independent Spirit Awards 2014 :
  - Meilleur acteur pour Michael B. Jordan
  - Meilleure actrice dans un second rôle pour Melonie Diaz
  - Meilleur premier film